# Izarra (liqueur)
Pour les articles homonymes, voir Izarra.

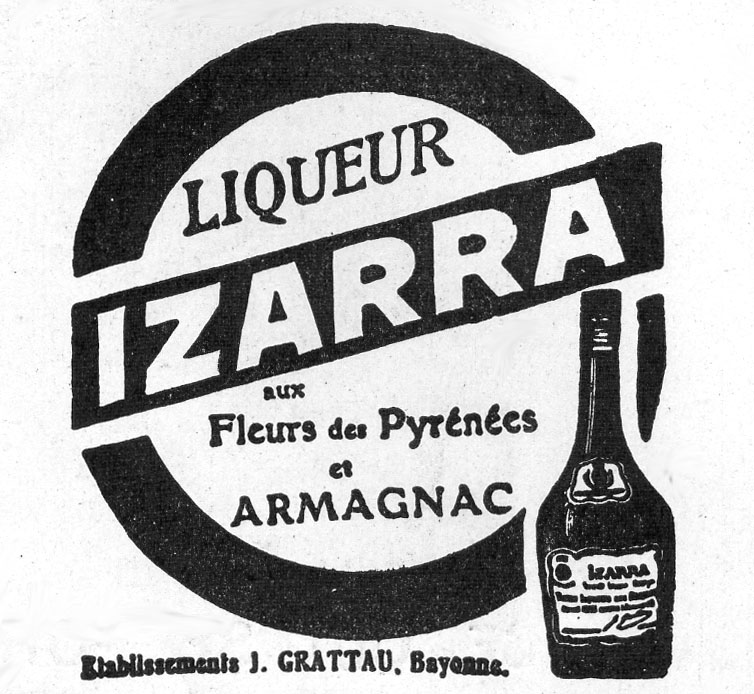
Réclame datant de 1924

Izarra, qui signifie l'étoile en basque, est une marque de liqueur créée en 1906 à Hendaye, au Pays basque, par le botaniste et pharmacien Joseph Grattau. Izarra est un symbole du Pays basque, rachetée en 1981 par Cointreau SA puis revendue en 2015 à Spirited Brands Limited ; le groupe Vedrenne en assure la distribution depuis 2018.
Izarra est une liqueur réalisée à partir d’un distillat composé de plantes, d’épices et de deux macérations, de pruneaux et de brou de noix. Le distillat est associé, après passage en alambic en cuivre, à de l’Armagnac pour obtenir un résultat fidèle à la recette originelle.

## Historique
- En 1906, le botaniste Joseph Grattau crée la liqueur Izarra Fine-Hendaye à Hendaye au Pays basque.
- En 1907, Izarra est offerte par le champion de pelote Chiquito à sa Majesté le Roi Édouard VII d’Angleterre à Sare.
- De 1909, Izarra recouvre les murs des maisons du Pays basque et de nombreuses affiches publicitaires envahissent Biarritz et Bayonne.
- En 1912, fort de son succès Izarra s’agrandit et crée une grande distillerie à Bayonne sur les bords de l’Adour[2].
- En 1926, Izarra s’illustre dans le premier roman d’Ernest Hemingway, Le soleil se lève aussi.
- En 1929, Izarra se distingue grâce au cocktail Et moi je te dis…Maud[3], vainqueur du Championnat de Cocktail des Artistes de Paris.
- En 1934, au moment où Izarra débarque aux États-Unis, Zulla sort sa célèbre publicité Izarra.
- Dès 1950, les courses de ski des Pyrénées, les concours de pelote basque, les fêtes traditionnelles sont sponsorisées par Izarra, La Grande Liqueur de La Côte Basque.
- En 1950, l'affichiste Paul Colin crée la publicité Izarra la plus connue qui fera le tour du monde.
- En 1955, Izarra rachète La liqueur d’Hendaye.
- En mars 1960, le dirigeant de l'URSS, Nikita Khrouchtchev, déguste Izarra à Pau lors d’un dîner en son honneur en pleine Guerre froide.
- Dans les années 1960, Izarra prospère, ouvrant des unités de production au Mexique, Argentine, Colombie, Venezuela, Espagne, et atteignant 1 200 000 bouteilles vendues.
- En 1981, Cointreau rachète Izarra à la famille Grattau.
- En 1998, la distillerie historique de Bayonne est détruite et la liqueur est produite à Angers au siège de Cointreau.
- En 2011, le groupe Rémy Cointreau relance la marque. Le siège social d’Izarra est réinstallé à Bayonne.
- En 2015, Spirited Brands, créé et dirigé par Roland Giscard d'Estaing, rachète la société.
- En 2018, le groupe Vedrenne assure la distribution de la marque Izarra[4].

## Gamme
Izarra se boit en cocktail, en long drink et sec comme liqueur digestive.
Son histoire lui a fait croiser les chemins d' Ernest Hemingway,de Nikita Khrouchtchev ou de Pierre Gagnaire,.
Izarra se décline sous deux formes :
- Izarra vert, liqueur à 40°, constituée de 17 plantes parmi lesquelles on trouve : noix de muscade, graine et feuille de coriandre, fenouil, graine et racine d’angélique, céleri, balsamite, fleur de sureau, carvi noir, thym serpolet, cardamome, anis vert, génépi, mélisse, menthe poivrée, cannelle, noix verte et pruneaux.

- Izarra jaune, également à 40°, dont l’assemblage final comporte du miel, ajouté à la suite des différentes macérations dans l’alcool et l’armagnac.

## Élaboration
Elle trouve son inspiration dans une formule datant de 1835 que Joseph Grattau a découverte en s’installant à Bayonne.
Pour se rapprocher du goût originel, la recette a été revue, en 2019, avec une plus forte concentration en plantes et une réduction du taux de sucre.
Izarra vert et Izarra jaune ont un fonds commun fait d’une dizaine de plantes et d’épices d’abord distillées dans un alambic en cuivre. Un esprit simple dont on ne retient que le cœur. Ce cœur est ensuite assemblé à un mélange de brou de noix et de pruneaux qui a lui-même macéré pendant plusieurs mois dans de l’alcool pur.
Enfin, pour l'Izarra vert, le maître distillateur y ajoute de l’armagnac et une touche de sucre pour obtenir Izarra, dont les anciens disaient que c’est le « Soleil dans un verre ».
L'assemblage final pour l'Izarra jaune, comporte du miel, ajouté à la suite des différentes macérations dans l'alcool et l'armagnac.

## Cocktails
Six grands barmans français ont composé des cocktails à base d'Izarra dont les plus connus sont :
- Le Mojito basque, recette du mojito classique avec de l'Izarra verte à la place du rhum, pour un mojito plus frais[7] ;
- L'Izarra Limon, Izarra verte allongée au Schweppes Lemon ou au Kas Citron avec des glaçons. Très frais, estival, légèrement fruité, doux, vert pastel[8] ;
- La Côte d'Émeraude, avec du gin et de l'armagnac[9].

Depuis 2018, de nouveaux cocktails ont fait leur apparition : 
- Tik'Izarra, avec de l'Izarra vert, sirop d'orgeat, jus d'ananas et jus de citron.
- Basquiano, avec de l'Izarra jaune, Vermouth Rouge, Salers 16% et eau pétillante.
- Iza Gorria, avec de l'Izarra jaune, Supercassis 20% VEDRENNE et du Tonic.
- Beko, avec de l'Izarra vert, Rosé de Gascogne et du Tonic.